# Ereğli Belediye (volley-ball féminin)
Ereğli Belediye est un ancien club turc de volley-ball basé à Konya qui a fonctionné de 2002 à 2014.

## Historique
Ereğli Belediye Spor Kulübü est créée en 2002 et a disparu en 2014.

## Effectifs

### Saison 2013-2014
Entraîneur : Mehmet Özkan Şantay  Turquie